# St. Christoph am Hum

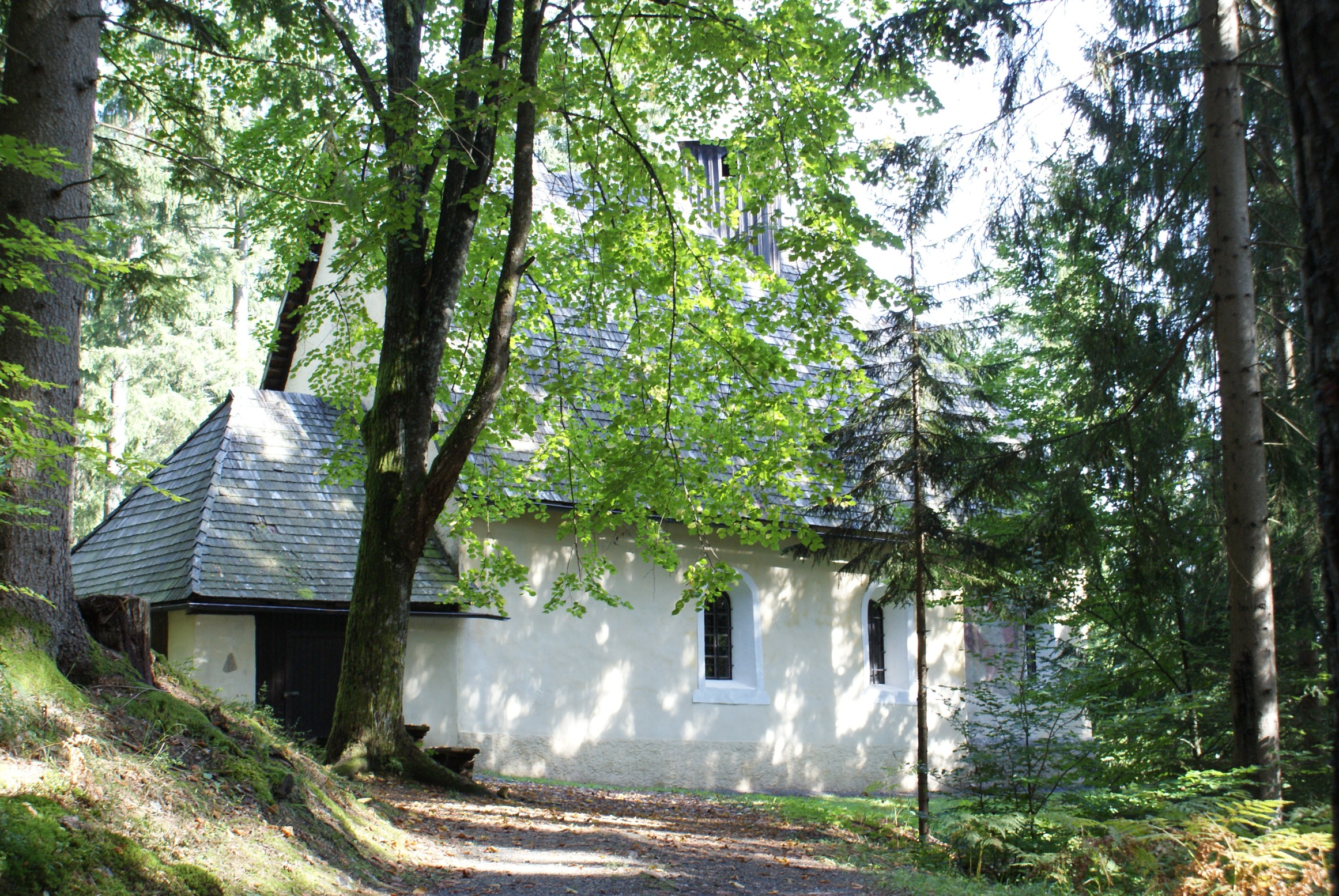
Südansicht

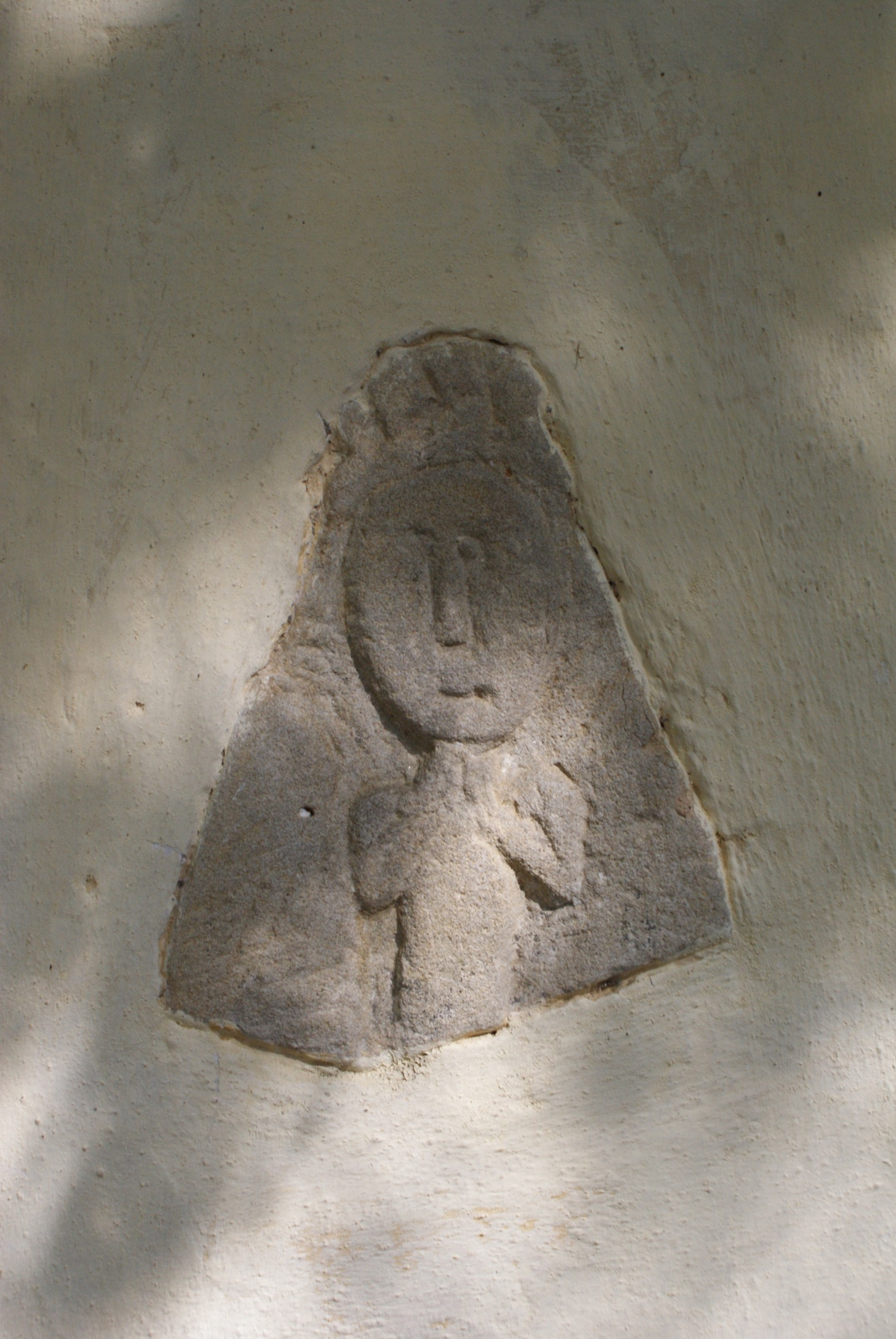
Möglicherweise eine Darstellung der heiligen Elisabeth von Thüringen

Die römisch-katholische Filialkirche St. Christof am Hum (slowenisch: Podružnična cerkev na Humu) steht einsam auf dem bewaldeten Bergrücken Hum bei Pirk (Brezje) in der Gemeinde Rosegg (Rožek). Sie ist vom Tal wegen der starken Bewaldung des Hügels nicht sichtbar.
Der spätgotische, holzschindelgedeckte Bau wurde 1486 erstmals urkundlich erwähnt und weist eine westliche Pfeilervorhalle in Schiffbreite auf. Der hölzerne Dachreiter im Osten ist mit einem Spitzhelm versehen. Die Fenster des Chores sind spitzbogig ausgeführt, an der östlichen Chorschlusswand befinden sich eine spätgotische Nische sowie ein Fragment einer römerzeitlichen Grabinschrift für Lottius Camulius und ein vermutlich frühromanisches Grabrelief, das ein Kreuz zeigt. Bemerkenswert ist die um 1520 entstandene Wandmalerei an der südlichen Chorwand der Kirche, die den heiligen Christophorus darstellt. Sie wurde später übermalt und ist im unteren Bereich stark zerstört. An der südlichen Außenmauer ist ein weiteres, vermutlich ebenfalls frühromanisches Grabrelief zu finden. Es handelt sich um das Bruststück einer betenden bekrönten Figur, die eventuell die hl. Elisabeth von Thüringen darstellt.
Das mit einer Flachdecke versehene Langhaus geht in einem eingezogenen einjochigen Chor mit 5/8-Schluss über. Das Kreuzrippengewölbe ruht auf halbrunden Vorlagen und weist einen runden Schlussstein auf. Der Triumphbogen ist eingezogen und spitzbogig abgefast.
Der Hauptaltar stammt vom Ende des 17. Jhs. und zeigt in der Mitte eine Figur des heiligen Christophorus, rechts des heiligen Florian und links des heiligen Georg. Über den Opfergangsportalen befinden sich die Figuren von weiblichen Heiligen (heilige Margarethe sowie vermutlich die heilige Katharina). Der linke Seitenaltar stammt ebenfalls vom Ende des 17. Jhs. und zeigt als Mittelfigur die hl. Anna selbdritt aus dem 16. Jh., das Aufsatzbild zeigt die Krönung Mariä. Der rechte Seitenaltar (Ende des 17. Jh.) hat als Mittelfigur Christus in der Trauer. Im Aufsatz befinden sich Figuren eines heiligen Bischofs, der heiligen Barbara und weiterer Heiliger. Das vielfigurige Ölbild der Kreuzigung stammt aus dem späten 16. Jh.
Der Bau wurde 1973 neu mit Holzschindeln gedeckt und im Jahr 1986 restauriert.